# Super Dragon Ball Heroes (аніме)
Super Dragon Ball Heroes (яп. スーパードラゴンボールヒーローズ, Sūpā Doragon Bōru Hīrōzu) — японський оригінальний мережевий та рекламний аніме-серіал для однойменної карткової та відеоігри. 56 серій вийшли з липня 2018 по серпень 2024 року. Серіал створено студією Toei Animation без участі автора Dragon Ball Акіри Торіями. 
Дія аніме розгортається за межами основної сюжетної лінії та досліджує кілька альтернативних сценаріїв у межах франшизи.

## Сюжет
Після Турніру Сили з'являється таємнича постать на ім'я Фу, яка після викрадення Транкса із майбутнього заманює Гоку та Веджету на Планету В'язниці — експериментальну зону, яку Фу створив і заповнив сильними воїнами з різних планет та епох, щоб змусити їх взяти участь у грі, де вони повинні зібрати сім Особливих Драгонболлів, якщо хочуть врятуватися від смерті. Планета В'язниці була лише початком експериментів Фу. На основі експериментальних даних, зібраних на цій планеті, Фу нарешті починає свій справжній експеримент.
Після поразки Фу воїни та бійці з усього простору-часу збираються, щоб взяти участь у Супер Просторово-часовому Турнірі, запланованому Еосом, колишнім Верховним Каєм Часу. Гоку та його союзники зіткнуться з дуже сильними супротивниками.
Після цього турніру Гоку та його союзники мають справу з Маджіном Озотто, істотою, яка прагне поглинути кожну істоту та планету у Всесвіті, щоб отримати їхню силу.

## Випуск
У травні 2018 року журнал V Jump анонсував рекламне аніме для Super Dragon Ball Heroes, яке адаптує арку гри Планети В'язниці. Тизер-трейлер першої серії було випущено 21 червня 2018 року, де показали нових персонажів. Першу серію було показано в Aeon Lake Town, торговому центрі в Косіґаї, 1 липня 2018 року, і того ж дня було завантажено на офіційний веб-сайт гри. Так само друга серія була показана на Jump Victory Carnival Tokyo Kaijō 16 липня 2018 року, перш ніж її завантажили на веб-сайт. Остання серія вийшла 8 серпня 2024 року. Кожна серія триває близько восьми-десяти хвилин.

## Сприйняття
За даними Comicbook.com, початкова реакція фанатів Dragon Ball на серіал була неоднозначною: одні насолоджуються аніме за його насичені екшн-сцени та елементи фан-сервісу, а інші критикують його за брак глибини та змістовності оповіді.